# Jean Ricardon
Jean Ricardon, né le 21 septembre 1924 à Morez et décédé le 2 avril 2018 à Besançon, est un peintre français figuratif.

## Biographie
Ses parents dirigent l'entreprise familiale de peinture et décoration.
En 1938, son père, qui craint d'être mobilisé si la guerre est déclarée, l'inscrit (sur dispense exceptionnelle car il est trop jeune) à l'École de peinture décorative de Reims, afin qu'il acquière la compétence nécessaire pour diriger l'entreprise en son absence. Il y entre en septembre 1938 et remporte, en 1939, à 14 ans, le titre de meilleur artisan de France (il est, de plusieurs années, le plus jeune candidat).
Entre 1944 et 1950, il étudie la peinture et obtient un diplôme à l'École nationale supérieure des beaux-arts de Paris dans l'atelier de Eugène Narbonne.

« Venu du Jura à Paris après l'expérience des années d'occupation et de clandestinité (il est réfractaire au STO), Jean Ricardon y passe un temps d'ouverture et de formation, de rencontres et de découvertes esthétiques. »

— G. Viatte
 Il se présente à plusieurs concours où il se distingue : prix Chenavard (1947), deuxième logiste du prix de Rome (1948), prix Rocheron (1951). Puis, ses études terminées, il décide de rentrer à Morez pour aider son père dans l'entreprise familiale. Il consacre tout son temps libre à sa peinture, de plus en plus influencé par les maîtres du XXe siècle (Picasso, Mondrian, Malévitch).
En 1950, il épouse Suzanne, une jurassienne rencontrée aux Beaux Arts de Paris. Leur fils naît en 1954.
La même année, il est nommé professeur de peinture à l'École nationale supérieure des beaux-arts de Besançon. Il partage désormais sa vie professionnelle entre ses travaux personnels et l'enseignement pour lequel il se passionne et dans lequel il s'implique totalement.
Il prend sa retraite à 65 ans, en 1989. Jusqu'à ses 90 ans, il continue à peindre dans son atelier de Besançon.

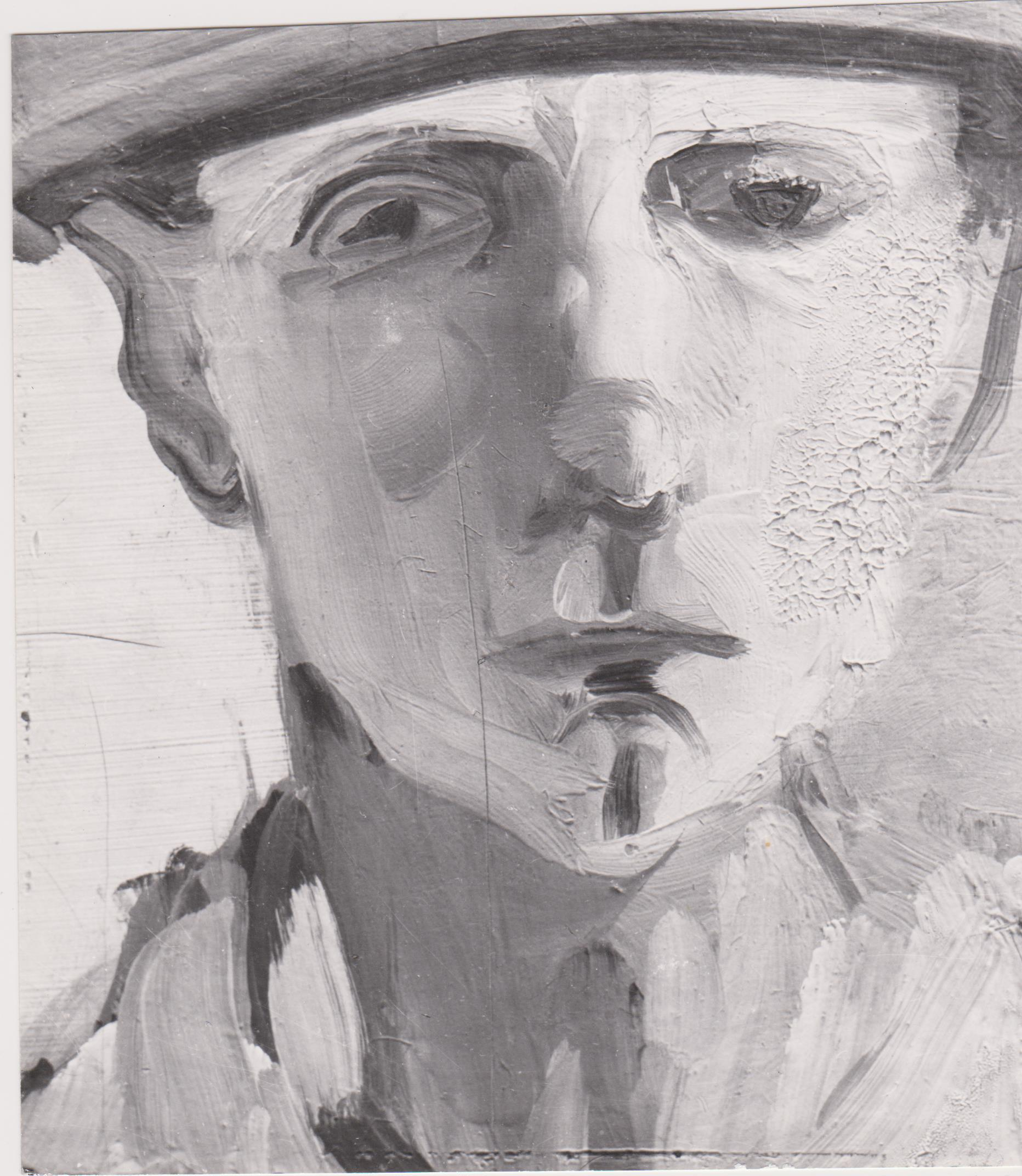
Autoportrait, 1949.

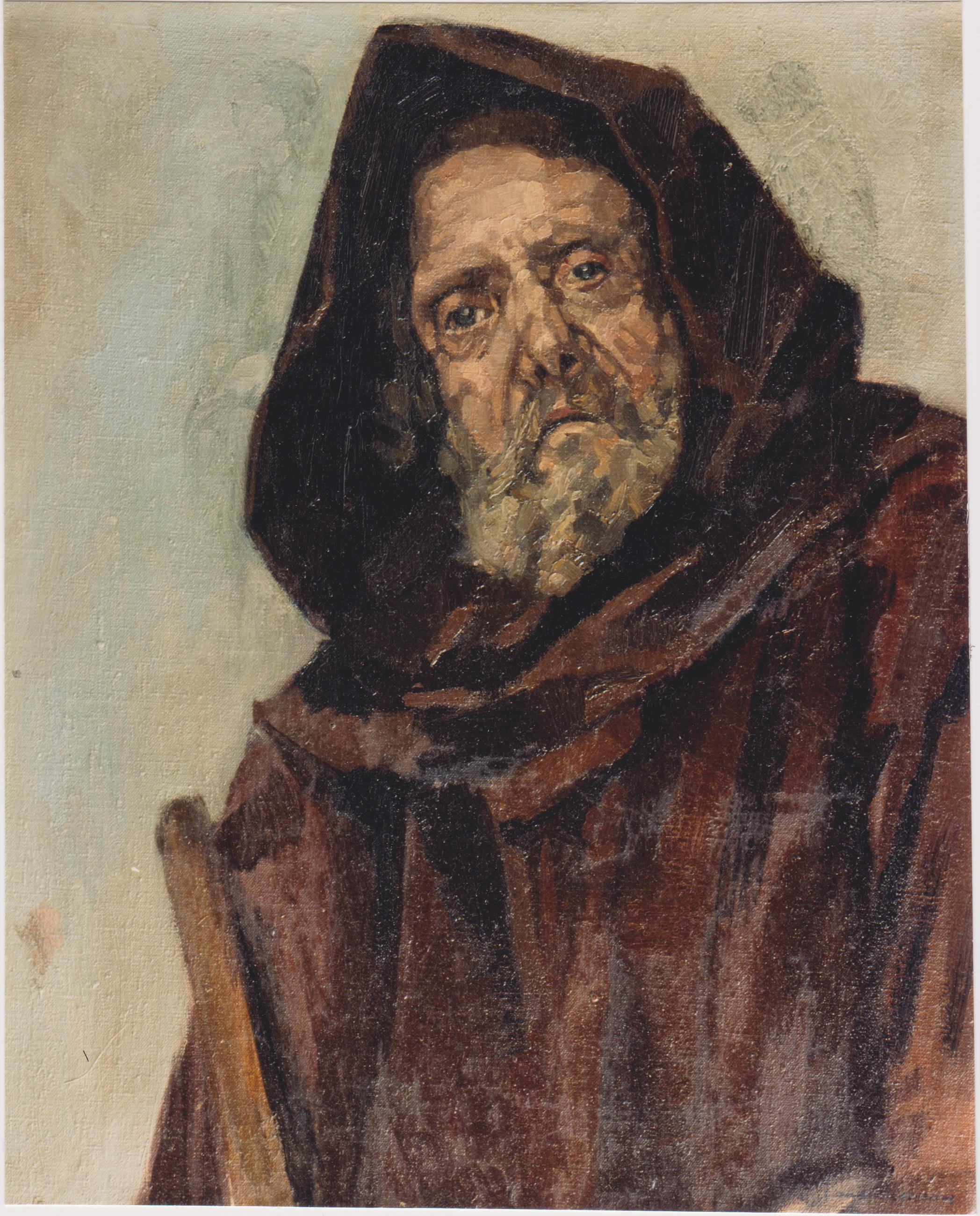
Le modèle Arpineau, 1944, Paris ENSBA.

Il décède le 2 avril 2018.

## Travaux
Il restera toute sa vie un peintre figuratif. Même si son style évoluera rapidement vers l'abstraction, il conservera toujours des thèmes figuratifs, notamment le visage.
En 1947, il fait le choix de renoncer à l'utilisation de la couleur, qu'il considère comme une facilité, en limitant sa palette au blanc et au noir.

« L'essentiel, pour moi, aura été le blanc matériau, ensuite le visage, son ordre, ses dimensions possibles. »

Discret par nature, et éloigné de Paris et des médias, il est cependant remarqué par de grands noms du milieu artistique. Ses peintures suscitent l'admiration de Michel Seuphor avec lequel il se lie d'amitié. Il est cité dans des ouvrages de référence. Michel Seuphor l'invitera à exposer avec lui aux Pays-Bas, à La Haye, et en Allemagne, à Sarrelouis (1973, 1980, 1983).
En 1979, Germain Viatte l'invite à exposer à Paris, au Centre Georges Pompidou.
En 1991, il est choisi pour concevoir les quarante-sept verrières de l'abbaye d'Acey (Jura),. Ce travail extrêmement novateur, tant sur le plan esthétique que sur le plan technique, est effectué de 1995 à 1997 avec le maître verrier Pierre-Alain Parot,,,,.
En 2001, le Musée des beaux-arts et d'archéologie de Besançon lui a consacré une grande exposition rétrospective de son œuvre.

## Expositions

### Expositions personnelles[3]
- 1979 - Paris, Centre Georges Pompidou, musée national d'art moderne
- 1980 - Sarrelouis, Allemagne, Treffpunkt Kunst
- 1982 - La Haye, Pays-Bas, galerie Nouvelles Images
- 1993 - Sarrelouis, Allemagne, Treffpunkt Kunst

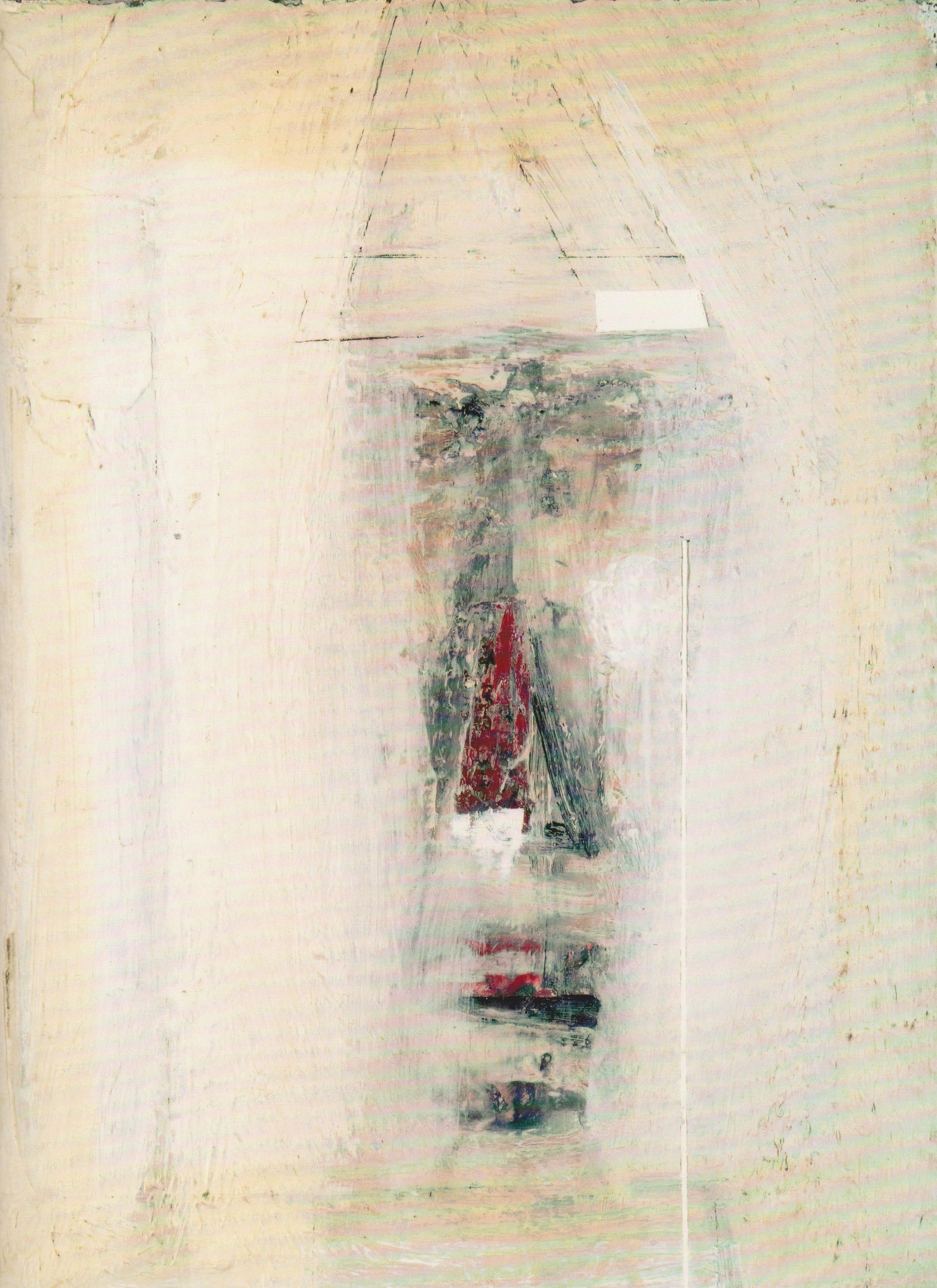
Visage de clown, 1954, 2001, Besançon, musée des beaux-arts et d'archéologie.

- 2001 - Musée des beaux-arts et d'archéologie de Besançon, rétrospective Jean Ricardon 1950-2000. Visage de clown, 1954, 2001, Besançon, musée des beaux-arts et d'archéologie.- 2020 à 2025 - Musée des beaux-arts et d'archéologie de Besançon, 13 peintures de Jean Ricardon.
- 2022-2023 - Musée Courbet (Ornans) - "Jean Ricardon (1924-2018), le sens profond du blanc" (du 17/12/2022 au 26/03/2023).

### Expositions collectives[3]
- 1939 - Exposition des meilleurs artisans de France et des colonies
- 1946 - Paris, Trente septième salon de l'École française
- 1946 - Paris, Trente huitième salon d'hiver, musée des beaux arts, quai de New-York.Manuela, 1988.

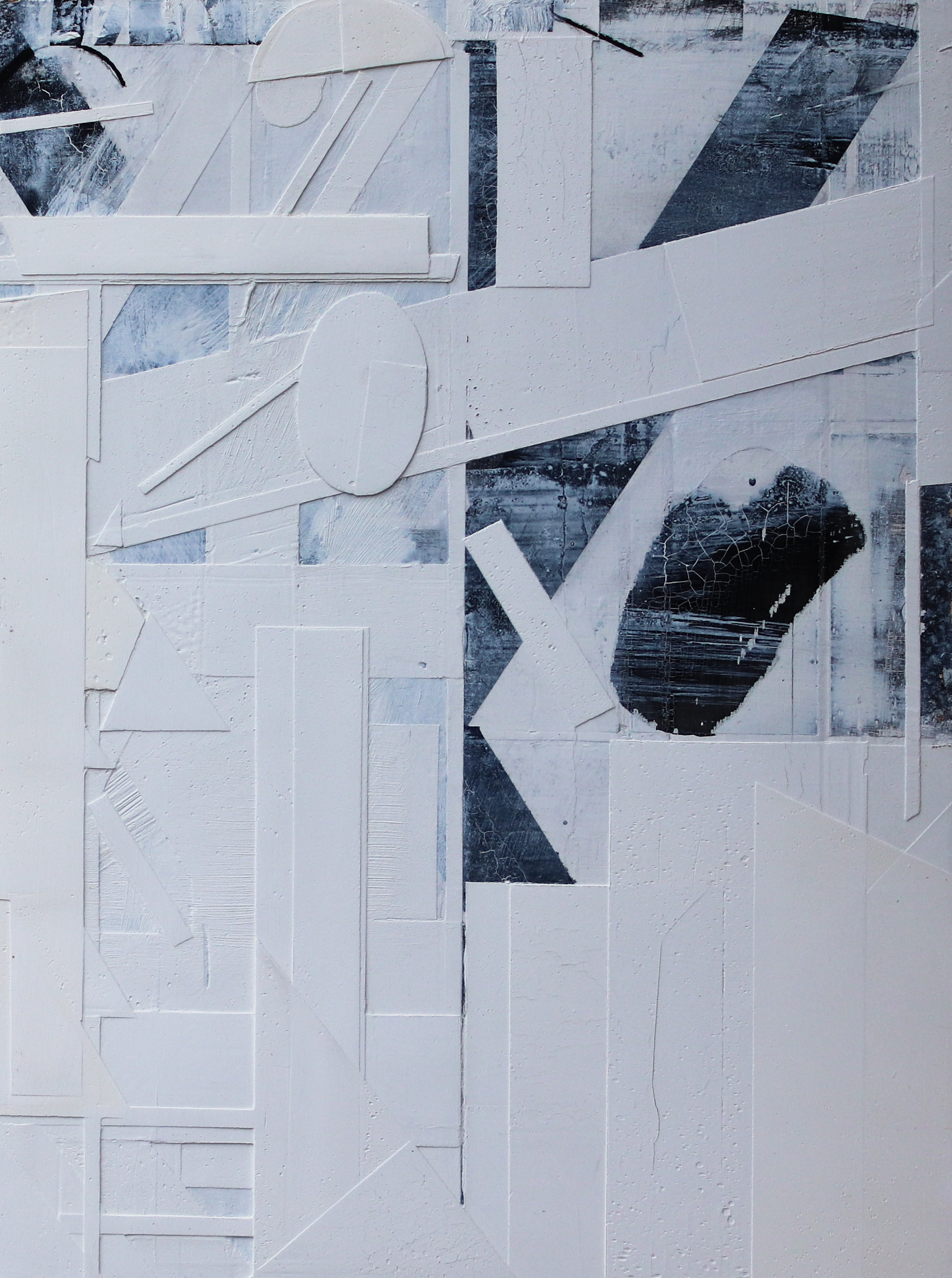
Manuela, 1988.

- 1947 - Paris, Salon des artistes français
- 1949 - Paris, Salon de la jeune peinture
- 1950 - Pars, "Groupe des Huit", galerie Saint-Placide
- 1953 - Besançon, l'Atelier
- 1954 - Paris, Salon de la jeune peinture
- 1955 - Pontarlier, trente et unième salon des Annonciades
- 1959 - Fribourg-en-Brisgau
- 1960 - Paris, Salon de la jeune peinture, musée d'art moderne
- 1963 - Pontarlier, trente neuvième salon des Annonciades
- 1964 - Besançon, "Le groupe du carré blanc", avec huit de ses élèves, Faculté des lettres et sciences humaines
- 1965 - Château de la Sarraz, Suisse
- 1969 - Besançon, galerie Demenge (avec L. François et G. Legardeur)
- 1970 - Morteau, château Pertusier
- 1971 - La Chaux-de-Fonds, Suisse, Club 44 (avec L. François et G. Legardeur)
- 1972 - Château d'Ancy-le-Franc, "Primitifs du XXe siècle"
- 1973 - La Haye, Pays-Bas, Galerie Nouvelles Images, avec Michel Seuphor
- 1975 - Saint-Etienne, Maison de la culture (avec Boillot, François, Fumagalli et Legardeur)
- 1975 - La Haye, Pays-Bas, 15e anniversaire de la Galerie Nouvelles Images (avec Saura, Seuphor, Tapiès)
- 1977 - La Haye, Pays-Bas, Gemeente Museum (avec Michel Seuphor)
- 1983 - Troyes, "Aspects de la peinture contemporaine 1945-1983"
- 1983 - Sarrelouis, Allemagne, "Lyric + geometrie", Galerie Treffpunkt Kunst
- 1983 - New-York, USA, "Bilan de l'art contemporain"Saint Paul, 2002.
- 1984 - Andorre, "Les années 50"

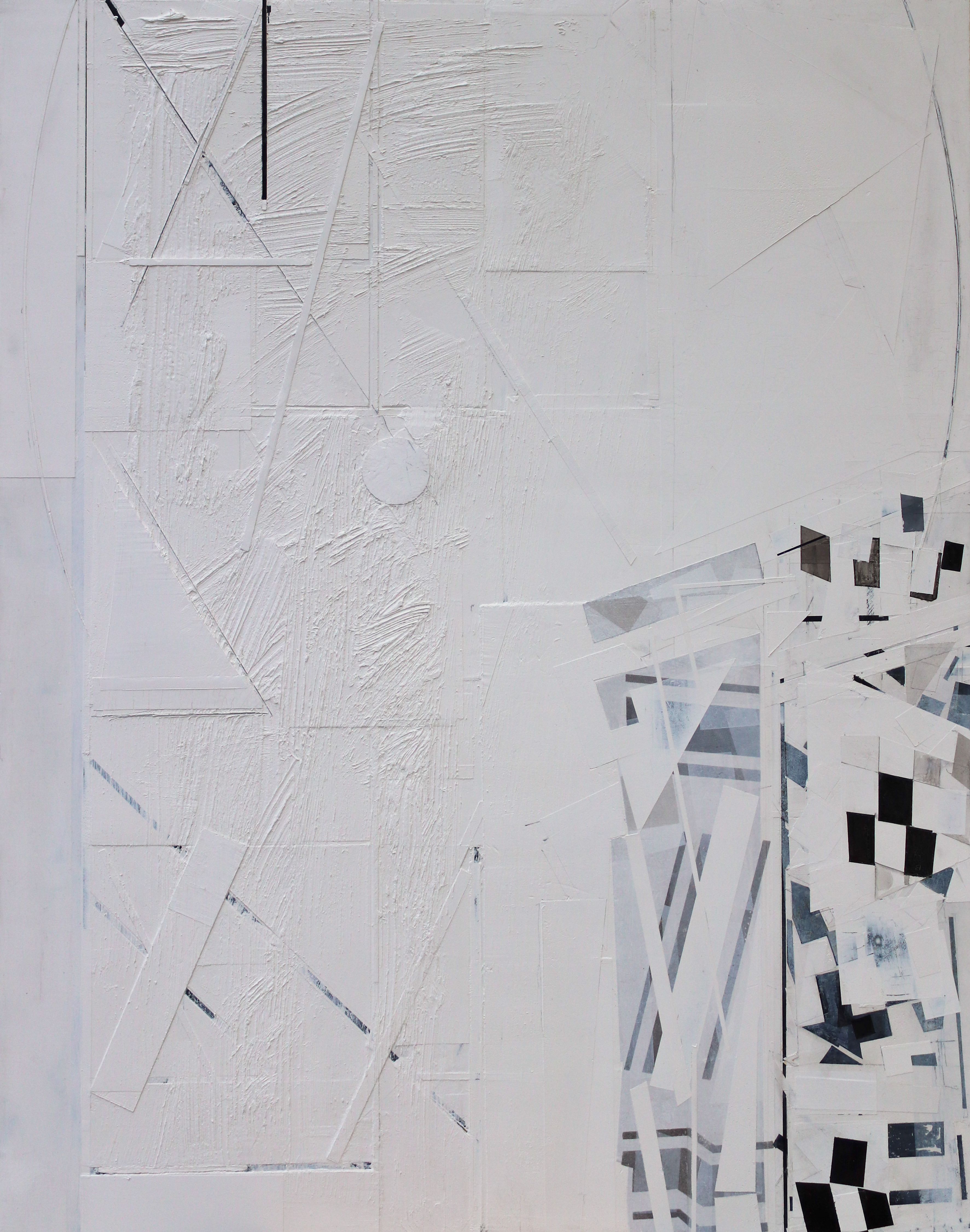
Saint Paul, 2002.

- 1984 - Besançon, Kursaal, "Première biennale des arts plastiques et des métiers d'art"
- 1984 - Montbéliard, Centre d'art contemporain
- 1984 - Saint-Nazaire, Musée-galerie, ancienne chapelle des Franciscains Les Signes 2, 2010.,

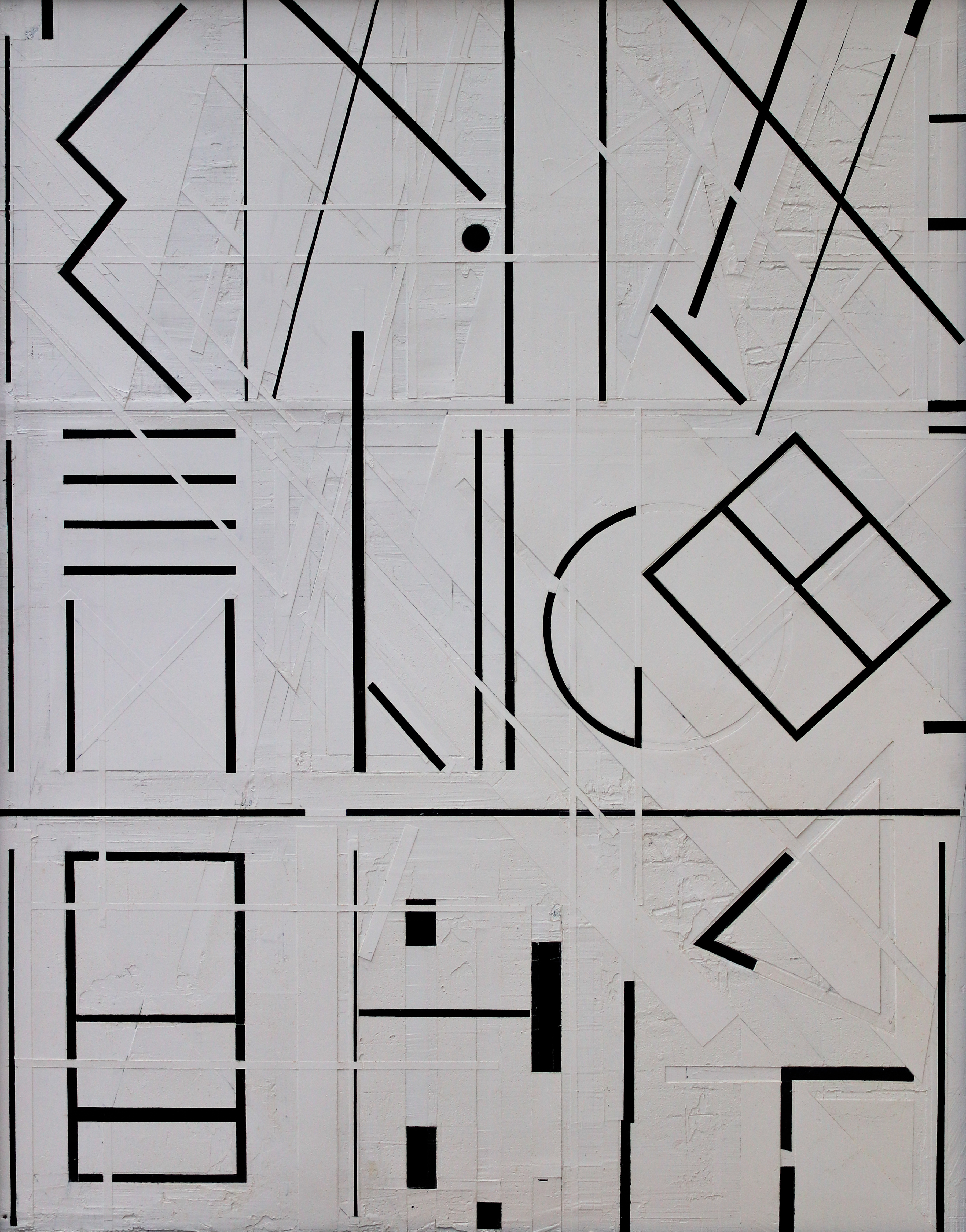
Les Signes 2, 2010.

- 1984 - Châteauroux, Espace des Cordeliers
- 1984 - Grand-Couronne, Espace Delaunay
- 1985 - Paris, Salon de Mai
- 1986 - Paris, Salon de Mai
- 1986 - Paris, Espace Belleville, "Art construit"
- 1986 - Besançon, Galerie G
- 1986 - Séoul, Corée, "Le pastel contemporain"
- 1987 - Brive, Salon d'octobre
- 1989 - Taiwan, musée de Taipei, "Aspects de la peinture contemporaine de Paris"
- 1995 - Besançon, Galerie G
- 1997 - Chartres, Centre international du vitrail"
- 1998 - Innsbrück, Autriche
- 1998 - Bruxelles, Belgique, "Arts Brussels Strasbourg, ST'Art"
- 2021 - Exposition "Ludere et laetari" Art Meeting Point" Ludwig Galerie Saarlouis (Allemagne).
- 2025 - 2026 -Troyes (Aube), Cité du Vitrail, exposition du travail préparatoire à la création des vitraux  contemporains de Jean Ricardon et de l'atelier P.-A. Parot pour l'abbaye d'Acey (Jura).

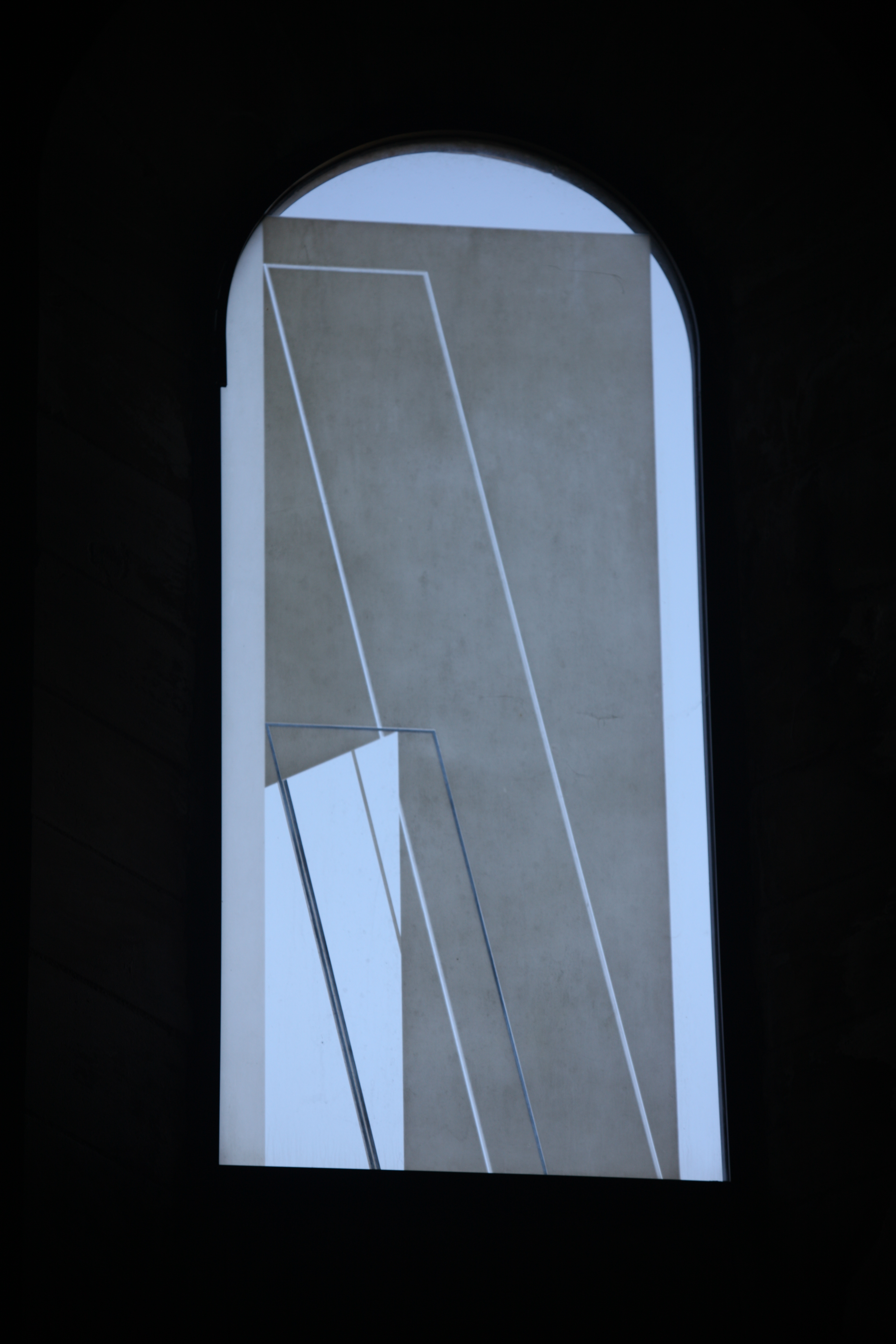
Vitrail de l'abbaye d'Acey département du Jura

## Œuvres
- Le clown, autoportrait (1949)[2]
- Le modèle Arpineau, 1944, Paris, ENSBA[5]
- Visage de clown (1954)[5]
- La maison Caire (1942)[5]
- Deux visages de clowns interrogateurs (1969)[8]
- Portraits - Carmen et don José (1980)[3]
- Portrait d'Arturo T. (1984)[3]
- Manuela (1990)
- Construction sur fond gris foncé (1995)[3]
- Saint Paul (2008)
- Étude no 211 (2000)[3]
- Les signes 2 (2010)